# Октябрьск (Учалинский район)
Октя́брьск (баш. Октябрьск) — деревня в Учалинском районе Республики Башкортостан Российской Федерации. Входит в состав Уральского сельсовета.

## География
Расстояние до:
- районного центра (Учалы): 56 км,
- центра сельсовета (Уральск): 8 км,
- ближайшей железнодорожной станции (Учалы): 63 км.

## Население
| 2002 | 2009 | 2010 |
| ---- | ---- | ---- |
| 249  | ↗306 | ↘234 |

Национальный состав
Согласно переписи 2002 года, преобладающая национальность — башкиры (76 %).